# Dea Roma

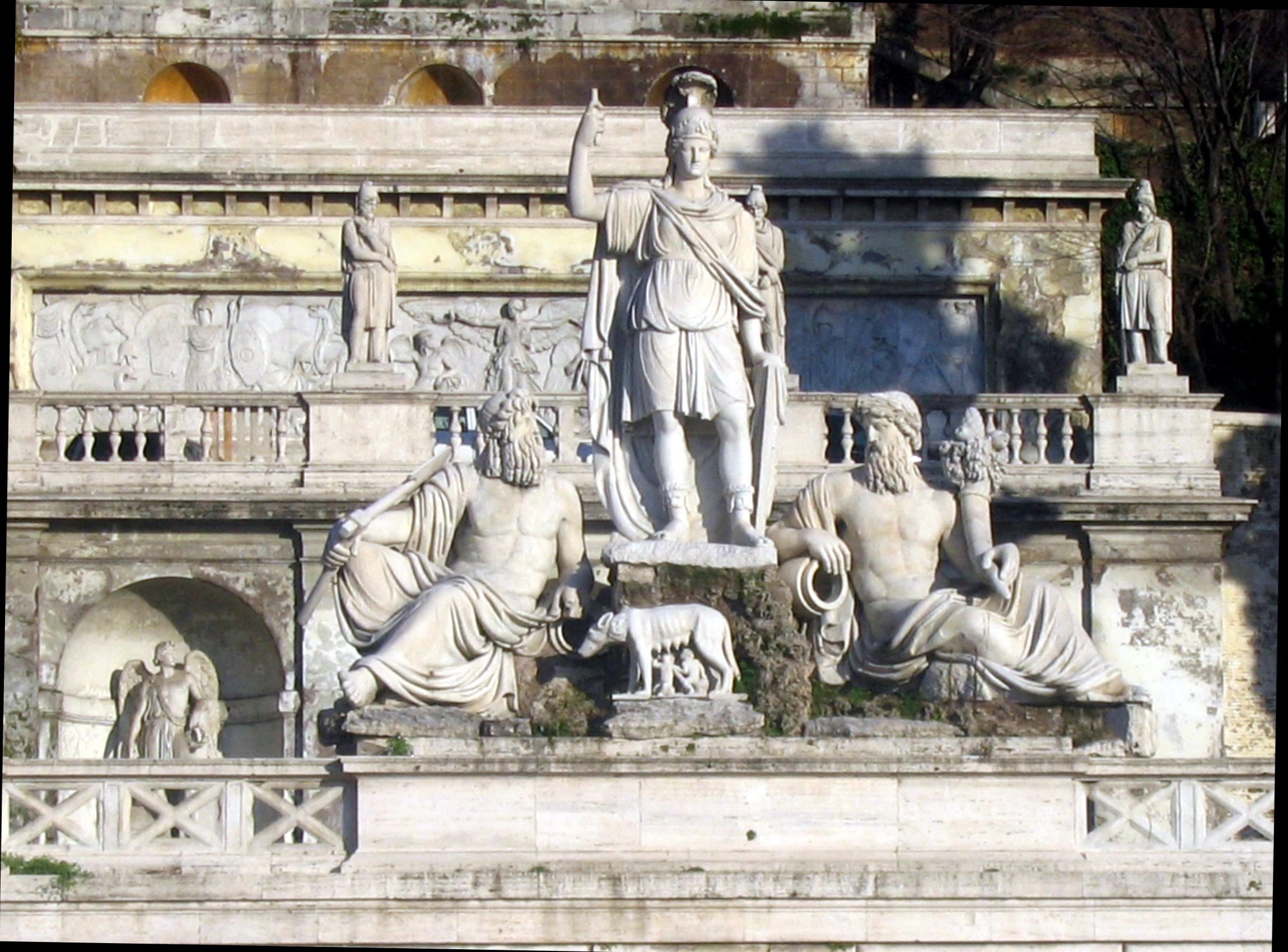
Estàtua que representa la dea Roma, a la font de la Piazza del Popolo de la capital italiana

En la mitologia romana, Roma era una divinitat que personificava l'estat Romà, o una personificació en l'art de la ciutat de Roma (com es pot observar a la columna d'Antoní Pius).
Roma apareix per primer cop l'any 269 aC en monedes romanes de Roma i també en monedes romanes de Locri (Calàbria) el 204 aC. Existeix la hipòtesi que les poblacions no romanes també podrien haver donat atributs divins a Roma.
Era representada vestida amb robes llargues, amb elm i asseguda, sensiblement similar a la grega Atena. Inicialment era el genius de la ciutat i com a tal la van adorar durant la República, i sembla que abans de l'època d'August no tenia cap temple dedicat a la ciutat. Però després se li van erigir temples a tot l'Imperi. Els temples a la deessa Roma s'aixecaven a Esmirna (195 aC) i també trobem cultes a Roma a Efes, Sardes i Delos.
August va fer oficial la seva veneració en la seva carrera per arribar a Princeps Senatus, o primus inter pares, primer ciutadà del Senat o primer entre iguals, càrrec que equivalia a emperador, com a part d'una campanya de propaganda i d'exaltació personal. D'aquesta manera va deïficar el concepte de Roma, va construir molts temples per a ella, als que sovint donava el nom deTemple de Roma i August, amb una còpia del seu Res Gestae al costat d'inscripcions que popularitzaven la nova deessa.
Roma (en grec antic ῥῶμη) volia dir també "força", i sembla que una oda d'Erinna dedicada a Roma va ser un poema dedicat a la personificació de la força.